# Burgstall Dürrnhof
Der Burgstall Dürrnhof ist eine abgegangene mittelalterliche Niederungsburg (befestigter Hof) auf einer Insel in einem Teich in dem Dorf Dürrnhof, einem heutigen Ortsteil der Gemeinde Pfarrweisach im Landkreis Haßberge in Bayern. Die Burg liegt nahe der Burg Lichtenstein.

## Geschichte
Der Dürrnhof war der Sitz einer Linie der Familie von Lichtenstein, die mit „Apel von Lichtenstein zu Dörnhof“ 1388 erstmals urkundlich erschien. Schon der Name weist auf eine leicht befestigte Hofstelle hin, also auf einen Turmhof. Als spätere Besitzerin wird die Familie Siebel genannt.
Die 1993 dem Mittelalterarchäologen Joachim Zeune vorgelegte Zeichnung von Ludwig Richter weist deutlich auf einen über eine schmale Holzbrücke zu erreichenden fränkischen Wehrspeicher, bestehend aus einem befestigten Hof mit über einen Hocheingang zu begehenden Rundturm und Wohnhaus, hin. Für Franken hat damit Joachim Zeune einen der wenigen gesicherten Nachweise eines solchen „Miniaturbergfriedes“ erbracht.
Von der ehemaligen Wehranlage ist nichts erhalten, Turm und Insel sind verschwunden, das einstöckige Gebäude im Hintergrund ist bis heute unverändert geblieben.